# Emyr Jones Parry

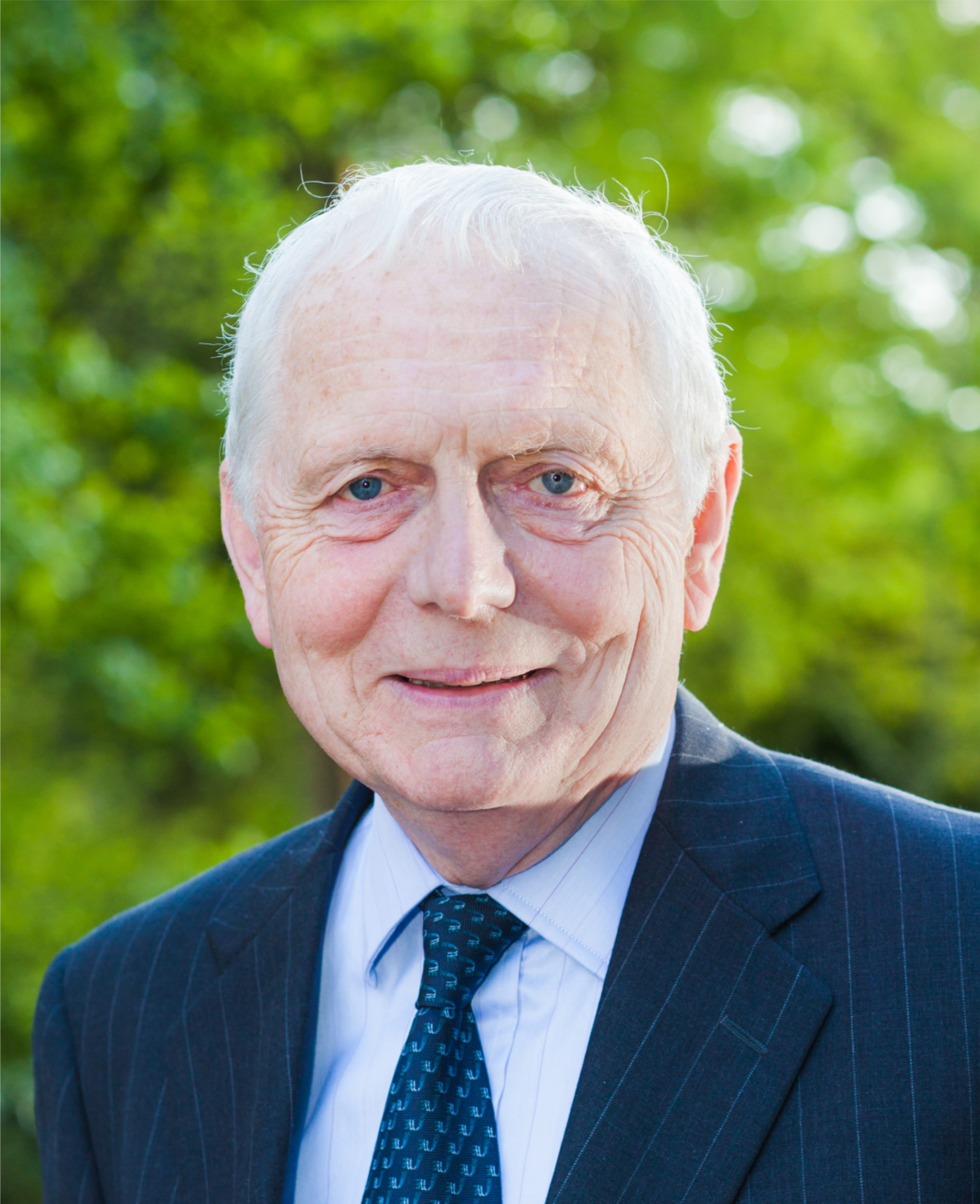
Sir Emyr Jones Parry

Sir Emyr Jones Parry, GCMG, FInstP, (* 21. September 1947) ist ein britischer Diplomat und Regierungsbeamter, der unter anderem von 2001 bis 2003 Ständiger Vertreter des Vereinigten Königreichs bei der NATO sowie zwischen 2003 und 2007 Ständiger Vertreter bei den Vereinten Nationen war. Er fungierte zudem von 2008 bis 2017 als Präsident der Aberystwyth University sowie zwischen 2014 und 2020 als Präsident der Learned Society of Wales.

## Leben
Emyr Jones Parry absolvierte nach dem Besuch der Gwendraeth Grammar School ein Studium im Fach Theoretische Physik am University College Cardiff sowie im Anschluss ein postgraduales Studium im Polymerphysik am St Catharine’s College der University of Cambridge. Er erwarb einen Doctor of Philosophy (Ph.D.) und wurde Fellow des Institute of Physics (FInstP). 1973 trat er in den diplomatischen Dienst (Her Majesty’s Diplomatic Service) ein und fand in den folgenden Jahren zahlreiche Verwendungen an Auslandsvertretungen sowie im Ministerium für Auswärtiges und Angelegenheiten des Commonwealth of Nations FCO (Foreign and Commonwealth Office). Er war im Ministerium für Auswärtiges und Commonwealth zwischen 1989 und 1993 Leiter des Referats für externe Angelegenheiten der Europäischen Gemeinschaft (Head of European Community (External) Department, Foreign and Commonwealth Office) und wurde für seine Verdienste 1992 zum Companion des Order of St Michael and St George (CMG) ernannt. Im Anschluss war er zwischen 1993 und 1996 Gesandter an der Botschaft in Spanien.
1996 kehrte Jones Parry ins Ministerium für Auswärtiges und Commonwealth und war dort zunächst stellvertretender Politischer Direktor (Deputy Political Director) sowie im Anschluss zwischen 1997 und 1998 Direktor für die Europäische Union (Director, European Union, Foreign and Commonwealth Office), ehe er schließlich von 1998 und 2001 als Politischer Direktor (Political Director, Foreign and Commonwealth Office) fungierte. Für seine Verdienste wurde er im Rahmen der New Year Honours am 31. Dezember 2001 als Knight Commander des Order of St Michael and St George (KCMG) geadelt, so dass er fortan das Prädikat „Sir“ führte.
2001 wurde Sir Emyr Jones Parry Ständiger Vertreter des Vereinigten Königreichs bei der NATO und damit Nachfolger von Sir David G. Manning. Er verblieb auf diesem Posten bis 2003, woraufhin Sir Peter Ricketts ihn ablöste. Zuletzt wurde er 2003 als Nachfolger von Sir Jeremy Greenstock Ständiger Vertreter bei den Vereinten Nationen. Diese Funktion bekleidete er bis 2007 und wurde danach von Sir John Sawers abgelöst. Zur Resolution 1747 des UN-Sicherheitsrates zum iranischen Atomprogramm, die der Sicherheitsrat der Vereinten Nationen am 24. März 2007 auf seiner 5647. Sitzung einstimmig angenommen hat, verlas eine Erklärung, die mit China, Deutschland, Frankreich, der Russischen Föderation, den Vereinigten Staaten und dem Hohen Vertreter für die Gemeinsame Außen- und Sicherheitspolitik der Europäischen Union abgestimmt war. Darin wurde der Iran kritisiert, die früheren Resolutionen des Sicherheitsrates und der Internationalen Atomenergie-Organisation (IAEO) nicht erfüllt zu haben, was der Grund für die nun verhängten Sanktionen sei. Der Iran habe das Recht Forschung und die Produktion friedlich genutzter Atomenergie zu betreiben, müsse aber vollständig und transparent mit der IAEO zusammenarbeiten. Hinsichtlich der Resolution 1757 des UN-Sicherheitsrates zur Situation im Nahen Osten, die der Sicherheitsrat der Vereinten Nationen am 30. Mai 2007 auf seiner 5685. Sitzung angenommen hat, sah er keine Einmischung, sondern eine angemessene Antwort des Sicherheitsrates auf eine Bitte der libanesischen Regierung. Für seine langjährigen Verdienste wurde er im Zuge der Birthday Honours am 16. Juni 2007 auch zum Knight Grand Cross des Order of St Michael and St George (GCMG) erhoben.	
Nach seinem Eintritt in den Ruhestand übernahm Sir Emyr Jones Parry 2008 von Elystan Morgan, Baron Elystan-Morgan das Amt als Präsident der Aberystwyth University und bekleidete dieses bis zu seiner Ablösung durch John Thomas, Baron Thomas of Cwmgiedd 2017. Zudem engagierte er sich von 2014 bis 2020 als Präsident der Learned Society of Wales, eine 2010 gegründeten Gelehrtengesellschaft und Wohltätigkeitsorganisation, deren Ziel es ist, Exzellenz in allen wissenschaftlichen Disziplinen zu bewahren, zu schützen und zu fördern und der walisischen Nation zu dienen.